# Solvarbo
Solvarbo – miejscowość (tätort) w Szwecji, w regionie administracyjnym (län) Dalarna, w gminie Säter.
Według danych Szwedzkiego Urzędu Statystycznego liczba ludności wyniosła: 301 (31 grudnia 2015), 304 (31 grudnia 2018) i 313 (31 grudnia 2019).